# Fabero
Fabero (Al Fabeiru o El Fabeiru en leonés) es un municipio y lugar español de la provincia de León, en la comunidad autónoma de Castilla y León. Se encuentra en la comarca de El Bierzo y cuenta con una población de 4061 habitantes (INE 2024). Es uno de los municipios leoneses que son bilingües, situándose en el área de habla del leonés.

## Geografía
Situado en un valle que linda con el Valle de Ancares (la pedanía de Fontoria se encuentra en dicha Reserva), el municipio está rodeado de montañas, en las cuales abundan robles, castaños y brezales en los que se produce una miel oscura y exquisita; también pueden verse tierras de cultivo y viñedos. El río Cúa discurre a lo largo de 12 km por el término municipal.

### Medio natural
En la sierra de los Ancares, región de un gran hábitat natural donde aún habita el urogallo, se pueden observar construcciones ancestrales como las pallozas, ya que aún se mantienen por los habitantes de las distintas aldeas que pueblan la región.

### Clima
Fabero tiene un clima Csa (templado con verano seco y caluroso) según la clasificación climática de Köppen.
| Parámetros climáticos promedio de Fabero en el periodo 1981-1996 | Parámetros climáticos promedio de Fabero en el periodo 1981-1996 | Parámetros climáticos promedio de Fabero en el periodo 1981-1996 | Parámetros climáticos promedio de Fabero en el periodo 1981-1996 | Parámetros climáticos promedio de Fabero en el periodo 1981-1996 | Parámetros climáticos promedio de Fabero en el periodo 1981-1996 | Parámetros climáticos promedio de Fabero en el periodo 1981-1996 | Parámetros climáticos promedio de Fabero en el periodo 1981-1996 | Parámetros climáticos promedio de Fabero en el periodo 1981-1996 | Parámetros climáticos promedio de Fabero en el periodo 1981-1996 | Parámetros climáticos promedio de Fabero en el periodo 1981-1996 | Parámetros climáticos promedio de Fabero en el periodo 1981-1996 | Parámetros climáticos promedio de Fabero en el periodo 1981-1996 | Parámetros climáticos promedio de Fabero en el periodo 1981-1996 |
| Mes | Ene.                                                             | Feb.                                                             | Mar.                                                             | Abr.                                                             | May.                                                             | Jun.                                                             | Jul.                                                             | Ago.                                                             | Sep.                                                             | Oct.                                                             | Nov.                                                             | Dic.                                                             | Anual                                                            |
| --- | ---------------------------------------------------------------- | ---------------------------------------------------------------- | ---------------------------------------------------------------- | ---------------------------------------------------------------- | ---------------------------------------------------------------- | ---------------------------------------------------------------- | ---------------------------------------------------------------- | ---------------------------------------------------------------- | ---------------------------------------------------------------- | ---------------------------------------------------------------- | ---------------------------------------------------------------- | ---------------------------------------------------------------- | ---------------------------------------------------------------- |
| Temp. media (°C) | 4.2                                                              | 5.5                                                              | 8.7                                                              | 10.8                                                             | 13.3                                                             | 17.6                                                             | 22.7                                                             | 20.7                                                             | 17.6                                                             | 12.5                                                             | 8.3                                                              | 5.8                                                              | 12.3                                                             |
| Precipitación total (mm) | 98.6                                                             | 92.6                                                             | 55.4                                                             | 54.6                                                             | 65.1                                                             | 58.8                                                             | 27.0                                                             | 13.0                                                             | 58.1                                                             | 100.1                                                            | 122.0                                                            | 111.3                                                            | 856.8                                                            |
| Fuente: Ministerio de Agricultura, Alimentación y Medio Ambiente. Datos de precipitación para el periodo 1982-1996 y de temperatura para el periodo 1981-1996 en Fabero 8 de octubre de 2012 |                                                                  |                                                                  |                                                                  |                                                                  |                                                                  |                                                                  |                                                                  |                                                                  |                                                                  |                                                                  |                                                                  |                                                                  |                                                                  |

## Historia
Los primeros vestigios de poblamiento humano en el entorno del municipio datarían de época astur, destacando cerca del mismo el Castro de Chano, en la localidad de Chano del vecino municipio de Peranzanes. Asimismo, ya en el municipio, los orígenes de la localidad de Lillo parecen situarse en un antiguo castro astur.
No obstante, la fundación de Fabero y del resto de las localidades del municipio se dataría en la Edad Media, cuando se integraron en el reino de León, en cuyo seno se habría acometido su fundación o repoblación. Así, parece que los orígenes de Fabero datan de los siglos X y XI, habiendo pasado en 1020 a depender del monasterio de San Andrés de Espinareda, dependencia que duró ocho siglos, hasta que desaparecieron los señoríos jurisdiccionales dando paso a la organización municipal de España.
Ya en el siglo XV, con la reducción de ciudades con voto en Cortes a partir de las Cortes de 1425, Fabero pasó a estar representado por León, lo que le hizo formar parte de la provincia de León en la Edad Moderna, situándose dentro de ésta en el partido de Ponferrada.
Posteriormente, en la Edad Contemporánea, en 1821 Fabero fue una de las localidades que pasó a formar parte de la provincia de Villafranca, si bien al perder ésta su estatus provincial al finalizar el Trienio Liberal, en la división de 1833 Fabero quedó adscrito a la provincia de León, dentro de la Región Leonesa, convirtiéndose tras la desaparición de los señoríos Fabero en cabeza de municipio, con las villas de Fontoria, Bárcena, Lillo, Otero de Naraguantes y San Pedro de Paradela, que pasaron a depender del mismo.
A partir de la revolución industrial es cuando Fabero tuvo su mayor auge tanto económico como demográfico, gracias al descubrimiento y explotación de sus minas de carbón de antracita. En esta época Fabero pasó de tener 376 habitantes en 1920 a contar con 8140 habitantes en 1960, nutriéndose para este aumento de población de una masiva inmigración desde otras regiones de España.
Por otro lado, en la década de 1930, tras el estallido de la guerra civil española, se refugiaron en la zona circundante a Fabero los maquis de la Federación de Guerrillas de León-Galicia, que subsistieron en los primeros años de la posguerra escondidos por los montes de los alrededores, destacando en el área de Fabero la partida de César Terrón. Asimismo, también existió en Fabero un batallón penitenciario de presos políticos, que trabajaban en la mina en condiciones de semiesclavitud.
Ya en el siglo XXI, el municipio de Fabero sigue dedicándose principalmente a la minería de carbón.

## Demografía
Cuenta con una población de 4061 habitantes (INE 2024).
| Gráfica de evolución demográfica de Fabero entre 1842 y 2021                                                          |
| |
| Población de derecho según los censos de población del INE. Población de hecho según los censos de población del INE. |

### Distribución de la población
Las entidades de población que componen el término municipal de Fabero poseían la siguiente población en 2017 según el INE son las siguientes:
| Entidad de Población                                                                             | Coordenadas                               | Pob. (2017) | Mapa                                                                                                   |
| ------------------------------------------------------------------------------------------------ | ----------------------------------------- | ----------- | --- |
| Fabero                                                                                           | 42°46′04″N 6°37′30″O / 42.76778, -6.62500 | 3597        | \| Fabero Bárcena de la Abadía Fontoria Lillo del Bierzo Otero de Naraguantes San Pedro de Paradela \| |
| Bárcena de la Abadía                                                                             | 42°47′17″N 6°37′55″O / 42.78806, -6.63194 | 108         | \| Fabero Bárcena de la Abadía Fontoria Lillo del Bierzo Otero de Naraguantes San Pedro de Paradela \| |
| Fontoria                                                                                         | 42°45′37″N 6°39′14″O / 42.76028, -6.65389 | 88          | \| Fabero Bárcena de la Abadía Fontoria Lillo del Bierzo Otero de Naraguantes San Pedro de Paradela \| |
| Lillo del Bierzo                                                                                 | 42°47′06″N 6°36′35″O / 42.78500, -6.60972 | 614         | \| Fabero Bárcena de la Abadía Fontoria Lillo del Bierzo Otero de Naraguantes San Pedro de Paradela \| |
| Otero de Naraguantes                                                                             | 42°46′01″N 6°36′35″O / 42.76694, -6.60972 | 146         | \| Fabero Bárcena de la Abadía Fontoria Lillo del Bierzo Otero de Naraguantes San Pedro de Paradela \| |
| San Pedro de Paradela                                                                            | 42°48′43″N 6°37′02″O / 42.81194, -6.61722 | 82          | \| Fabero Bárcena de la Abadía Fontoria Lillo del Bierzo Otero de Naraguantes San Pedro de Paradela \| |
| Total                                                                                            |                                           | 4635        | \| Fabero Bárcena de la Abadía Fontoria Lillo del Bierzo Otero de Naraguantes San Pedro de Paradela \| |
| Fuente: INE, 2017                                                                                |                                           |             | \| Fabero Bárcena de la Abadía Fontoria Lillo del Bierzo Otero de Naraguantes San Pedro de Paradela \| |
| Fabero Bárcena de la Abadía Fontoria Lillo del Bierzo Otero de Naraguantes San Pedro de Paradela |                                           |             | |

## Comunicaciones

### Carretera
| Identificador | Denominación         | Itinerario                                    |
| ------------- | -------------------- | --------------------------------------------- |
| LE-711        | Carretera provincial | Comunica con Ponferrada / Vega de Espinareda. |
| LE-715        | Carretera provincial | Comunica con Ponferrada.                      |
| LE-4212       | Carretera vecinal    | Comunica con Bárcena de la Abadía.            |

### Autobús
Hay una línea de buses que conecta Lillo-Ponferrada, pasando por Fabero, todos los días (excepto los domingos) a diferentes horas del día. La estación de autobuses está situada en la avenida de la Libertad, y desde ella parten autobuses con destinos comarcales, Fabero, Toral de los Vados, Carracedelo, Bembibre, Villafranca...;regionales como León o Salamanca y destinos nacionales a Madrid, Santiago de Compostela, La Coruña... La gran mayoría de los destinos regionales y nacionales están operados por Alsa, mientras que los comarcales son prestados por empresas locales (Aupsa, Pelines y González de la Riva).

### Ferrocarril
La estación de ferrocarril más cercana a Fabero se sitúa en Ponferrada. Esta está gestionada por Adif que mantiene líneas con Vigo, La Coruña, Zaragoza, Madrid y Barcelona.
Está ubicada en el Barrio de la Estación y presta servicio Renfe Operadora, mediante diversos trenes destinados a trayectos de Larga Distancia, como el Alvia, el Arco o Trenhotel, u orientados a relaciones de Media Distancia, en este caso, Intercity o Regional Exprés.

## Economía
Su economía está basada sobre todo en la extracción del carbón, como se puede apreciar en las numerosas minas a cielo abierto que se encuentran en los alrededores del término municipal, pertenecientes a la empresa Uminsa del grupo de Victorino Alonso que tiene en la Gran Corta de Fabero la mayor mina a cielo abierto de España.
Empresas mineras ya cerradas: Antracitas de Fabero, Combustibles de Fabero, Antracitas de Marrón, Minera de Fontoria, Mina Goya, etc.
La principal fuente de riqueza del municipio es la minería; gracias a ésta, el poblado sufrió una transformación económica y un incremento de la población, hecho constatable ya que, si a principios del siglo XX el municipio tenía menos de 400 habitantes censados, pasó a poseer, a mediados de siglo, 8141 habitantes.

## Gobierno y administración
El Ayuntamiento de Fabero está integrado por 13 concejales, que serán 11 desde las elecciones de 2015 debido a la bajada de los 5000 habitantes.

### Lista de alcaldes sucesivos
| Periodo   | Nombre                     | Partido                   | Otros cargos                                            |
| 1979-1985 | Felipe del Castillo        | PCE                       |                                                         |
| 1985-1987 | Valeriano de la Sierra     | Comunista independiente   |                                                         |
| 1987-2011 | Demetrio Alfonso Canedo    | PSOE                      | Procurador (1991-1995), diputado provincial (1995-2015) |
| 2011-2015 | José Ramón Cerezales López | PP                        |                                                         |
| 2015-2023 | María Paz Martínez Ramón   | PSOE                      |                                                         |
| 2023-     | María Paz Martínez Ramón   | Independientes por Fabero |                                                         |
| --------- | -------------------------- | ------------------------- | ------------------------------------------------------- |

### Composición del Ayuntamiento
| Partido político   | 1979    | 1979       | 1983    | 1983       | 1987    | 1987       | 1991    | 1991       | 1995    | 1995       | 1999    | 1999       |
| Partido político   | % votos | concejales | % votos | concejales | % votos | concejales | % votos | concejales | % votos | concejales | % votos | concejales |
| PSOE               | 25,97   | 3          | 41,84   | 6          | 39,32   | 6          | 41,04   | 6          | 44,33   | 7          | 49,77   | 7          |
| PP (AP hasta 1989) | -       | -          | 24,43   | 3          | 17,47   | 2          | 12,52   | 2          | 16,38   | 2          | 23,48   | 3          |
| IU                 | -       | -          | -       | -          | 26,15   | 3          | 27,27   | 4          | 22,41   | 3          | 22,86   | 3          |
| PB                 | -       | -          | -       | -          | 8,51    | 1          | 11,65   | 1          | 6,24    | 0          | 2,64    | 0          |
| PCE                | 52,95   | 7          | -       | -          | -       | -          | -       | -          | -       | -          | -       | -          |
| UCD                | 21,08   | 3          | -       | -          | -       | -          | -       | -          | -       | -          | -       | -          |
| CDS                | -       | -          | -       | -          | 4,8     | 0          | 3,52    | 0          | -       | -          | -       | -          |
| PPB                | -       | -          | -       | -          | -       | -          | -       | -          | 3,57    | 0          | -       | -          |
| Otros              | -       | -          | 33,73   | 4          | 2,97    | 0          | 3,04    | 0          | 6,24    | 1          | -       | -          |

| Partido político | 2003    | 2003       | 2007    | 2007       | 2011    | 2011       | 2015    | 2015       |
| Partido político | % votos | concejales | % votos | concejales | % votos | concejales | % votos | concejales |
| PSOE             | 54,76   | 8          | 46,79   | 7          | 44,83   | 6          | 45,11   | 6          |
| PP               | 31,13   | 4          | 10,46   | 1          | 20,92   | 3          | 6,6     | 0          |
| UPL              | -       | -          | 21,74   | 3          | -       | -          | -       | -          |
| PB/CB            | -       | -          | 1,51    | 0          | 2,15    | 0          | 9,12    | 1          |
| IU               | 12,55   | 1          | 18      | 2          | 14,95   | 2          | 18,86   | 2          |
| Cs               | -       | -          | -       | -          | -       | -          | 18,83   | 2          |
| Otros            | -       | -          | -       | -          | 15,99   | 2          | -       | -          |

## Cultura

### Patrimonio

#### Arquitectura tradicional
- Barrio del Mercadillo. Es una de las zonas donde aún se pueden contemplar casas de arquitectura popular, construidas con materiales de la zona (piedra, madera y adobe). Destaca la casa de los Candañedo, bien conservada y con su fachada de piedra en la que destaca un notable escudo en una de sus caras laterales.
- Palomares. Son construcciones típicas de planta circular. Existen varios palomares en el municipio, uno situado en el casco antiguo de Fabero, muy cerca de la iglesia y otro en el cercano pueblo de Otero de Naraguantes. Están hechos en piedra y barro con losa de pizarra.
- Lavadero de La Raicina. Se encuentra emplazado en un lugar recóndito, muy próximo a la iglesia nueva de San Nicolás.
- Molinos. En el municipio existen molinos repartidos por los pueblos de Bárcena, San Pedro y Otero, destacando estos últimos por estar rehabilitados.

#### Arquitectura religiosa
- Iglesia Vieja de San Nicolás. Ubicada en Fabero, tiene sus orígenes en 1617. Posee una torre de espadaña de dos cuerpos y ático donde se abre la portada de medio punto, bajo pórtico, con hornacina decorada con llaves y en la que había una virgen del Carmen.
- Iglesia Nueva de San Nicolás. Situada también en Fabero, se ubica frente a la estatua del minero, estando construida en un estilo vanguardista y moderno en el año 1988.
- Iglesia de Santa María. Ubicada en Lillo del Bierzo, conserva su torre, su crucero y ábsides primitivos.
- Iglesia de Santa Isabel. Situada en Bárcena, conserva parte de lo que fueron los muros primitivos y su torre de espadaña.
- Iglesia de San Pedro. Situada en San Pedro de Paradela, conserva su torre de espadaña.
- Iglesia de Santiago. Ligeramente apartada del núcleo urbano de Fontoria, se asienta en un bello entorno natural.
- Iglesia de San Juan Bautista. Se ubica en Otero de Naraguantes, en la parte más baja del pueblo.

#### Arquitectura minera
Dado el pasado eminentemente minero del municipio, se encuentran diseminadas por todo el pueblo numerosas huellas y vestigios de la época de mayor actividad de la industria minera en la zona, como las minas Negrín, Alicia, Antracitas o Marrón. Esta actividad minera provocó la construcción de una serie de infraestructuras que pueden tipificarse como Arquitectura minera, y que podría observarse principalmente en el Pozo viejo, donde se encuentran:
- Vivienda de arquitectura peculiar. Construcciones que van desde sencillas viviendas con lo necesario para albergar a una familia de aquella época, a las que podían estar destinadas a facultativos, o personal con mayor rango directivo. Las diferencias entre unas y otras marcan las clases sociales tan evidentes de aquella época.
- Hospitalillo. Hoy solamente queda el edificio que albergaban estas instalaciones, que en sus tiempos servían para hospitalizar a los mineros accidentados, o con dolencias propias del trabajo.
- Almacenes. Típicos lugares destinados, como su nombre indica, a albergar la gran cantidad de enseres necesarios para las labores mineras.
- Talleres. Amplios espacios destinados a reparación o construcción de la maquinaria de interior o de exterior.
- Oficinas. Se ubicaban en un moderno edificio que se erige enfrente del castillete del Pozo viejo y en cuyo interior aún se puede evocar la era de la modernidad, dando una idea de la dimensión económica y la prosperidad que llegó a tener Antracitas. Hoy también se utiliza como sede de escuelas para diferentes talleres de empleo, o el área social.
- Economato. En él las familias mineras obtenían los alimentos que luego llevarían a sus hogares. Destacan las máquinas de provisión de aceite, o las cartillas en las que se iba anotando el gasto mensual.
- Castillete de Pozo. Merece una mención especial, al ser el primero en explotar en vertical en el municipio con 110 metros de profundidad, y donde se puede afirmar que empezó todo el despertar de la mítica Antracitas.
- Escombrera. Situada a un lado del castillete, la escombrera de estériles inservibles se dio como consecuencia de los restos inservibles extraídos de la montaña, una vez aprovechado el mineral.
- El poblado de Diego Pérez. En 1955 Antracitas de Fabero construyó el poblado de Diego Pérez, consistente en 250 viviendas adosadas. Se encuentran ubicadas en la carretera dirección a Lillo del Bierzo y próximas al Pozo Viejo. Actualmente constituye una arquitectura muy peculiar y una referencia obligada, debiendo mencionarse también los pequeños grupos de viviendas construidas a pie de explotaciones, como los barracones de la Jarrina, El Pozo o La Pozaca.

### Escultura
El minero, monumento que rinde homenaje a todos los mineros. Se dice que va descalzo porque las botas las lleva el patrón.

### Fiestas
En el municipio de Fabero se celebran las festividades de San Blas (3 de febrero), Corpus Christi (fecha variable dependiendo de la Semana Santa), La Virgen de Fátima en el Poblado de Diego Pérez (13 de mayo), las fiestas del turista (último fin de semana de julio), Santa Bárbara (4 de diciembre).
En Lillo del Bierzo se celebran las Candelas (Virgen de la Candelaria, 2 de febrero) y San Antonio de Padua (13 de junio).
En Otero de Naraguantes se celebra Santo Tirso (28 de enero), San Juan (23 de junio) y San Pedro y San Pablo (29 de junio).
En Bárcena de la Abadía se celebra Santa Isabel (4 de julio) con una acampada en la pradera a orillas del río Cúa, acompañado por su tradicional descenso en barcas o inchables.
En San Pedro de Paradela se celebra San Pedro (29 de junio).
En Fontoria se celebra Santiago Apóstol (25 de agosto).

### Gastronomía
Al igual que en casi toda la región del Bierzo produce tres alimentos que sobresalen por su calidad: la manzana reineta, el botillo y las castañas.También cabe destacar la celebración de la jornada de tapas mineras donde en cada bar durante dos fines de semana con cada consumición te sirven una tapa de comida típica del Bierzo así como callos u oreja en salsa.

## Deporte

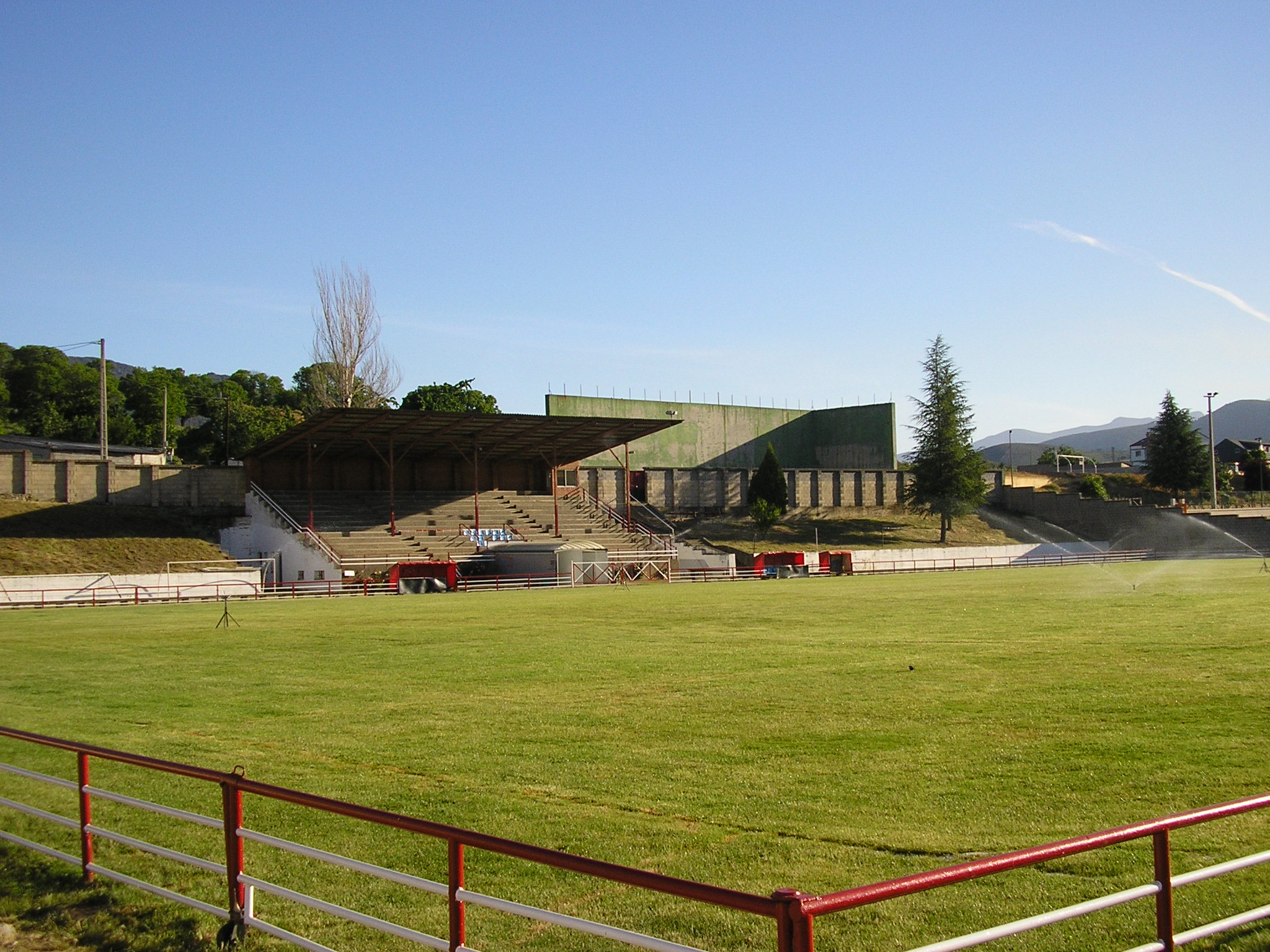
Estadio Municipal Manuel Orallo

El Club Deportivo Fabero es el equipo de fútbol de la localidad. Fue fundado el 23 de abril de 1953 y a pesar de haber estado a punto de desaparecer en varias ocasiones debido a las deudas, actualmente juega en el grupo B de la categoría Regional Preferente de Castilla y León debido a una reestructuración de última hora que evito su descenso. Su presidente es el empresario Pedro Abella y el entrenador José "Pipo" de la Fuente Canedo.
Tiene más de 700 socios y su estadio, el Estadio Municipal de Fabero, tiene un aforo de 614 personas sentadas en tribuna con asiento númerado,y cubierto por un tejado en el que se incluye placas solares que generan toda la luz necesaria en el estadio, focos de iluminación y altavoces. El agua caliente se obtiene también mediante energía solar incluyendo también la ayuda de geotérmia.
Además el aforo se podría aumentar en 1500 personas sentadas o de pie en el anillo que rodea al campo, con una entrada máxima de 2129 espectadores.También existiría la posibilidad de añadir gradas supletorias en los terraplenes del lateral oeste (tribuna) y fondo sur (pabellón) si fuese necesario en algún momento. Según un estudio una grada adicional de 3 alturas en dichos terraplenes elevaría la capacidad de espectadores en 750 personas aproximadamente (dependería de accesos y escaleras).
El estadio cuenta además con palco presidencial de 15 butacas, cabina de telecomunicaciones radiofónicas, taquilla, sala de la junta directiva y entrenadores, oficina, despacho del presidente, sala de prensa, sala de trofeos, tres vestuarios para el primer equipo, árbitros y equipo visitante, debajo de la tribuna con acceso directo al campo por medio de túnel, vestuarios 3 y 4 para fútbol base, enfermería, sala de fisioterapia, gimnasio,tienda, parking, campo de entrenamiento y campo anexo con vestuario propio que será reacondicionado con césped artificial antes de la temporada 2024-2025. Cuenta con 6 torres con 3 focos cada una de iluminación led y focos led en tribuna, el terreno de juego es de césped natural mezcla de variedades Cynodon dactylon y Poa pratensis.
Además en un lateral de la tribuna se encuentra el 1953 Sport-Bar Fabero, bar- museo del club.

## Ciudades hermanadas
La localidad de Fabero participa en la iniciativa de hermanamiento de ciudades promovida, entre otras instituciones, por la Unión Europea. A partir de esta iniciativa se han establecido lazos con las siguientes localidades:
|                     | País     |  | Localidad            |
| Bandera de Portugal | Portugal |  | Vila Pouca de Aguiar |
| Bandera de Portugal | Portugal |  | Castelo de Paiva     |
| ------------------- | -------- |  | -------------------- |